# ألكسندر كارترايت
إن ألكسندر جوي كارترايت (بالإنجليزية: Alexander Joy Cartwright) الابن (عاش في الفترة من 17 أبريل 1820 حتى 12 يوليو 1892) يعد واحدًا من عدة أشخاص يُشار إليهم أحيانًا بلقب «مؤسس كرة القاعدة». فمن المعتقد أن كارترايت هو أول من رسم مخطط ملعب كرة القاعدة على شكل معين، كما تعتمد قواعد اللعبة الحديثة على قواعد نيكربروكر التي طورها كارترايت بصحبة لجنة مشكلة من ناديه، وهو نادي بيسبول نيكربروكر. ومع كشف زيف أسطورة أن آبنر دابلداي (Abner Doubleday) هو مخترع كرة القاعدة بعد مرور 46 عامًا على وفاته، وفي عام 1938 تم تعيين كارترايت في الصالة الوطنية لمشاهير كرة القاعدة ضمن فئة المناصب التنفيذية. وأعلن رسميًا أن كارترايت هو المخترع الرسمي للعبة كرة القاعدة الحديثة في اجتماع الكونجرس الأمريكي الثالث والثمانين في 3 يونيو 1953.

## كرة القاعدة

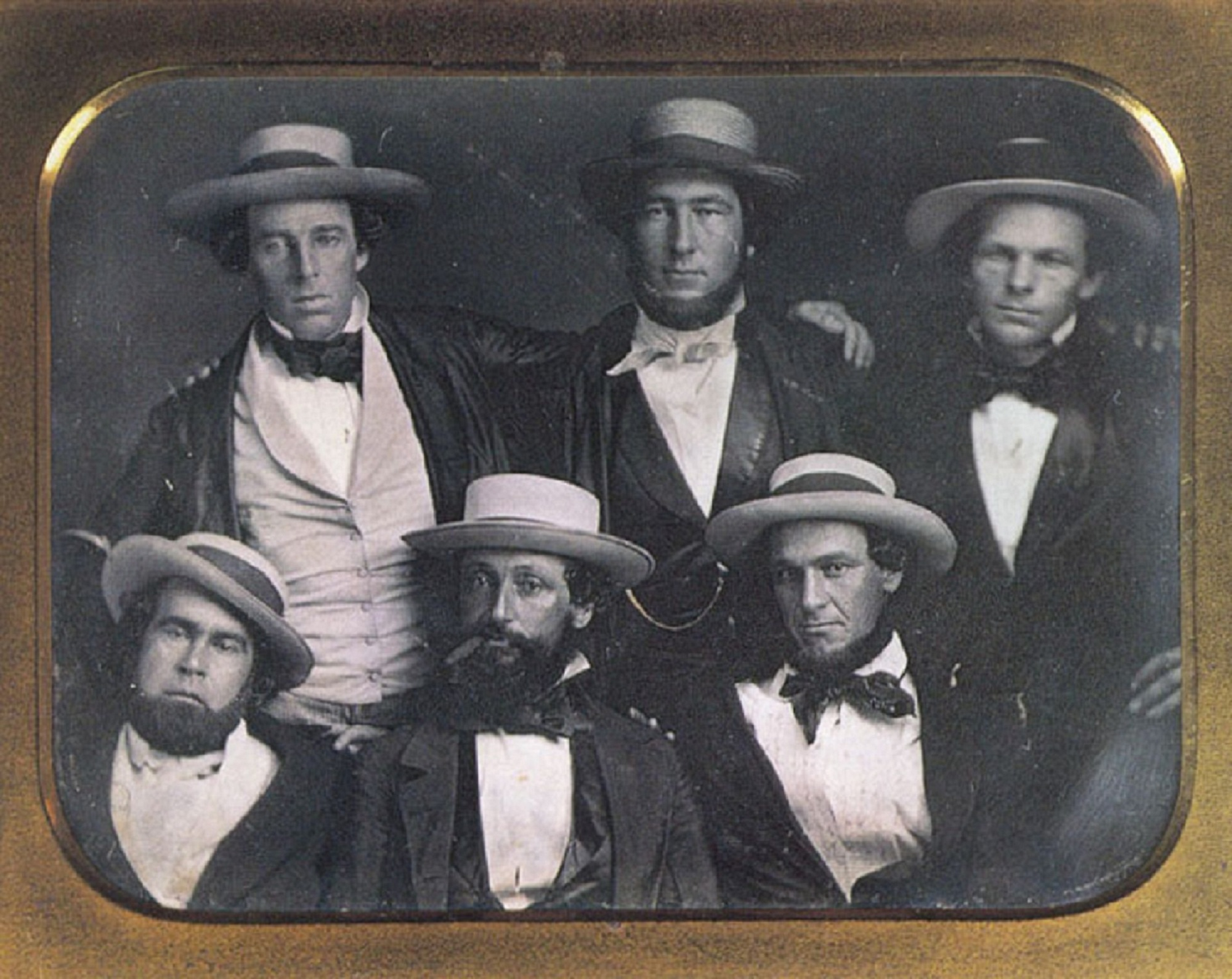
نادي نيويورك نيكربروكر لكرة القاعدة، تقريبًا في عام 1847. ويظهر كارترايت وافقًا في منتصف الصف العلوي.

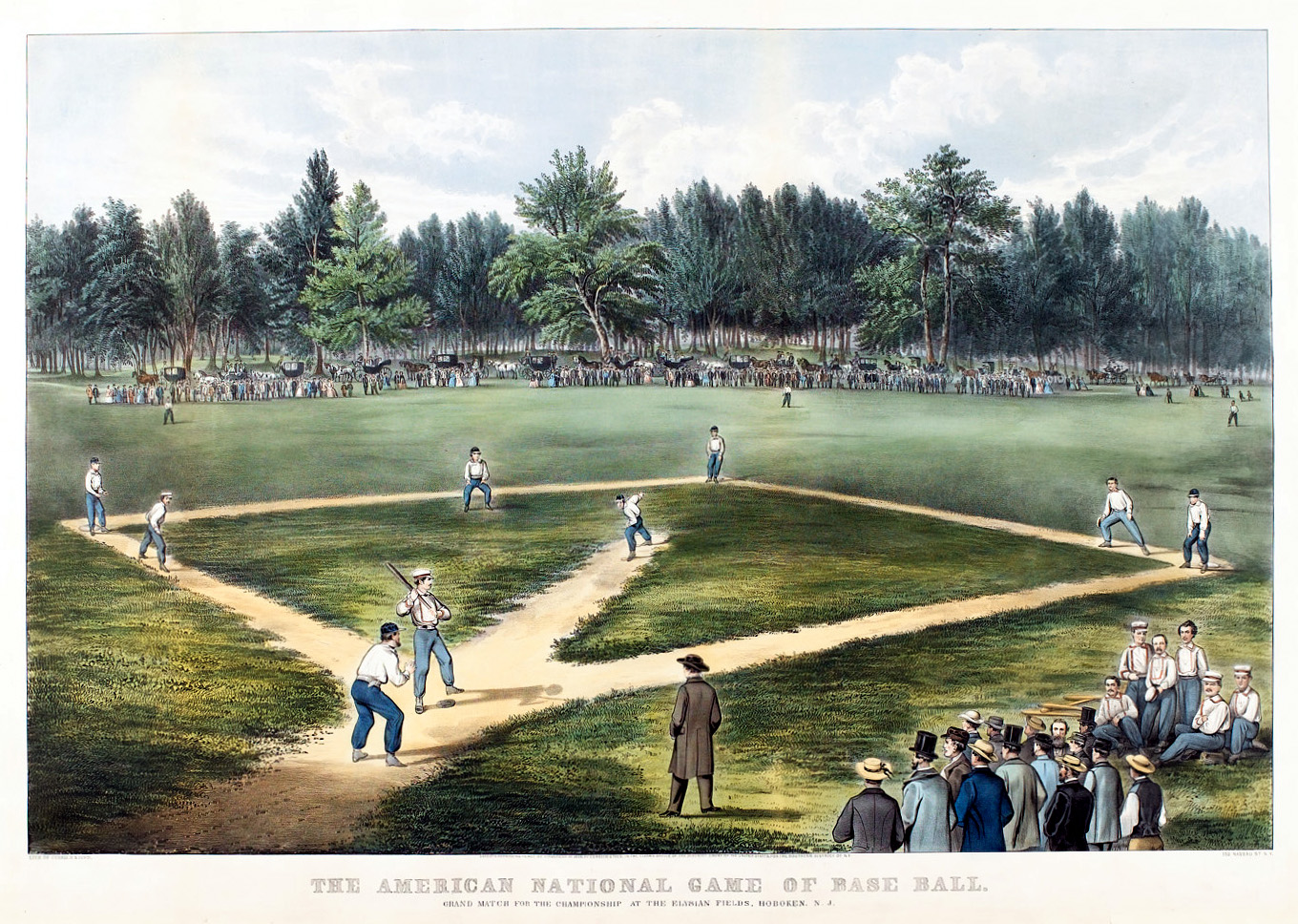
كانت كرة القاعدة تُلعب في بادئ الأمر فوق ملاعب إليشان في هوبوكين، نيوجيرسي (مطبوعة حجرية بواسطة شركة كارير آند آيفز (Currier and Ives))

كان كارترايت يعمل بائعًا للكتب ورجل إطفاء متطوعًا في مانهاتن. وقد قاد تأسيس نادي بيسبول نيكربروكر (بعد العمل في شركة نيكربروكر فاير إنجين) في عام 1842. ولقد كان فريق نيكربروكر يلعب لعبة من نوع «الكرة والعصا» عُرفت باسم كرة المدينة فوق ملعب بطريق 4 وشارع 27.
في عام 1845، صاغ كارترايت ولجنة من ناديه القواعد التي حولت هذه اللعبة التي تمارس على أرض الملعب إلى رياضة مدروسة وشيقة بدرجة أكبر يلعبها البالغون. ولقد تشابهت القواعد الأربع عشرة الأصلية إلى حد ما دون تطابق كامل مع الرياضة الإنجليزية المعروفة باسم الراوندرز. شملت الاستثناءات الثلاثة التي وضعها كارترايت شروط أن تكون أرض الملعب على شكل معين بدلاً من المربع المستخدم في الراوندرز، وأن يتم عرض مجالات الخطأ عند المرة الأولى، كما كانت ممارسات ضرب العداء برمية كرة حتى ينسحب أمرًا محظورًا. كذلك، ينسب الفضل لكارترايت في أنه مهد للقواعد المستوية على مسافات موحدة وأن تكون هناك ثلاث ضربات لكل لاعب ضارب، وتسعة لاعبين في أقصى الملعب.
ودارت أحداث أول مباراة وثقت بوضوح بين فريقي لكرة القاعدة وفقًا لهذه القواعد في 19 يونيو عام 1846 في ملاعب إليشان في هوبوكين، نيوجيرسي. خسر في هذه المباراة فريق نيكربروكر أمام «نيويورك ناين» بمجموع نقاط بلغ 23 نقطة مقابل نقطة واحدة.

## هاواي

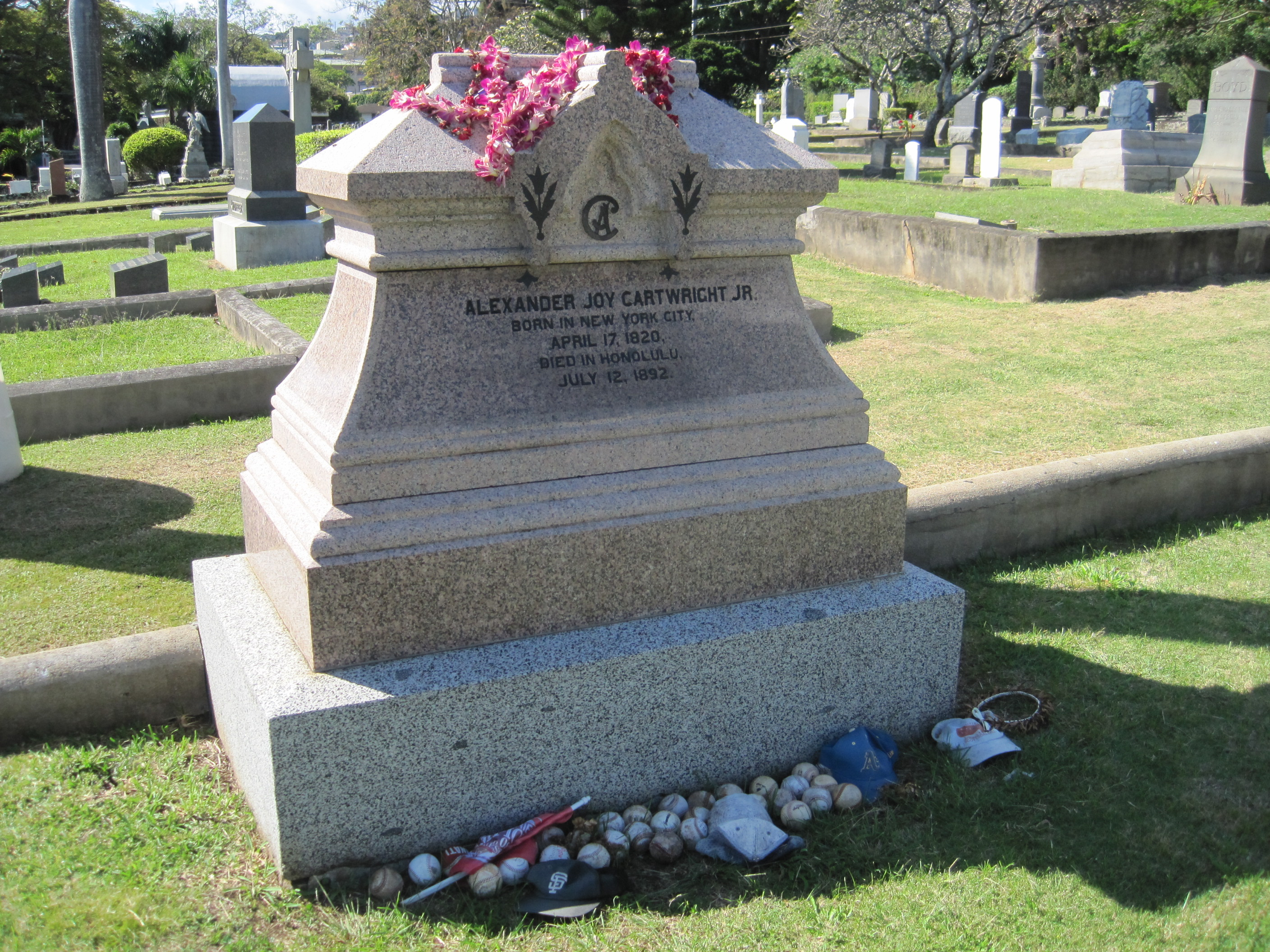
شاهد قبر كارتريت في مقابر أواهو، هونولولو

في عام 1849، توجه إلى كاليفورنيا في حمى الذهب ولكنه استقر أخيرًا في جزر هاواي بدلاً منها. وبعد ذلك، لحقت به أسرته في 1851: زوجته إليزا فان وي (Eliza Van Wie) وابنه ديويت DeWitt (من 1843 إلى 1870) وابنته ماري Mary (من 1845 إلى 1869) وابنته كاثرين (كيت) لي (Catherine (Kate) Lee) (من 1849 إلى 1851). وفي هاواي، ولد الابنان بروس كارترايت Bruce Cartwright (من 1853 إلى 1919) وألكسندر جوي الثالث (Alexander Joy Cartwright III) (من 1855 إلى 1921). وقد أنشأ ملعبًا لكرة القاعدة على الجزيرة في ملعب ماليكي. وعمل رئيسًا لمكافحة الحريق في هونولولومنذ 1850 حتى 30 يونيو 1863. وبصفته مستشارًا لدى الملك ديفيد كالاكاوا والملكة إيما، فقد شجع مؤسس كرة القاعدة على نمو اللعبة على الجزر حتى وافته المنية في 12 يونيو عام 1892، أي قبل عام من الإطاحة بـ نظام الملكية في هاواي في 1893 على يد ملاك مزارع السكر والتبشير الحضاري في أمريكا. وقد كان من قادة حركة الإطاحة لورين إيه ثرستون (Lorrin A. Thurston) الذي كان يلعب كرة القاعدة مع زميل دراسته ألكسندر كارترايت الثالث في مدرسة بوناهو. وقد دفن في مقابر أواهو.

## الجدل

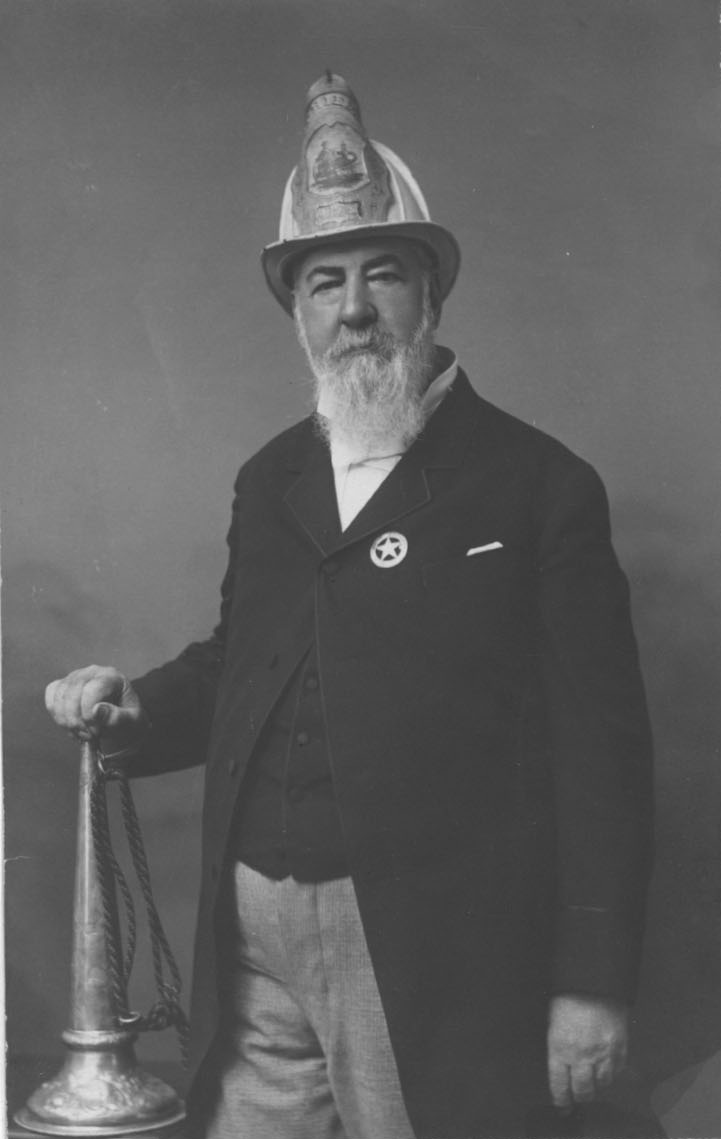
كارترايت في فترة متأخرة من حياته يعمل موظفًا في مكافحة الحرائق

بعد عقدين من الجدل، كان اختراع اللعبة الوطنية الأمريكية «كرة القاعدة» مرتبطًا بـ آبنر دابلداي بواسطة لجنة مايلز (1905–1907). وقد أعلن بعض مؤرخي لعبة كرة القاعدة صراحة عن تندديهم بهذا الخطأ بينما انضم إليهم البعض الآخر على مدار القرن العشرين.
وقد وثق كاتب وثائق مدينة نيويورك؛ روبرت دبليو هيندرسون (Robert W. Henderson) إسهامات كارترايت في كرة القاعدة في كتابه المضرب والكرة والأسقف (Bat, Ball, and Bishop) الصادر عام 1947، والذي اعترف فيه الكونجرس بأن كارترايت هو مخترع اللعبة الحديثة. وعلى الرغم من عدم الشك بأن كارترايت كان من الشخصيات البارزة في بداية تطور كرة القاعدة، إلا أن بعض الطلاب الذين يدرسون تاريخ كرة القاعدة قد اقترحوا أن هيندرسون وغيره قد فخموا من دور كارترايت. وكانت الشكوى الرئيسية تكمن في أن الترويج لكارترايت على أنه المخترع «الحقيقي» للعبة الحديثة كان جهدًا للعثور على فرد بديل واحد لمجابهة «اختراع» كرة القاعدة الذي جاء به آبنر دابلداي.[بحاجة لمصدر]
كذلك، تساءل بعض المؤلفين عن «اللعبة الأولى» المفترضة والتي خضعت للقواعد الجديدة. ويظهر دفتر النقاط الخاص بنادي نيكربروكر مباريات تم لعبها في عام 1845 أيضًا. وقد استنتج هؤلاء الذين اطلعوا على الكتاب أن الفروقات في المباريات التي دارت في 1845 و1846 مقارنة بمواصفات قواعد نيكربروكر محدودة للغاية مثل تكوين فرق الملعب من سبعة لاعبين بدلاً من تسعة.[بحاجة لمصدر]

## وصلات خارجية
- ألكسندر كارترايت على موقع جمعية أبحاث البيسبول الأمريكية (الإنجليزية)
- ألكسندر كارترايت على موقع قاعة مشاهير كرة القاعدة (الإنجليزية)
- ألكسندر كارترايت على موقع قاعة هاواي للمشاهير الرياضية (مؤرشف) (الإنجليزية)
- ألكسندر كارترايت at the Baseball Hall of Fame
- BaseballLibrary – biography
- Open-Site – biography
- "Alexander J. Cartwright Jr. Bio". Mr Baseball.com. مؤرشف من الأصل في 2019-12-08.
- "ألكسندر كارترايت". فايند أغريف. اطلع عليه بتاريخ 2010-09-03.
- "Doc Adams" by John Thorn. SABR Bioproject.
- "Four Fathers of Baseball" by John Thorn. Thorn Pricks July 16, 2005.